# Casa Brunet
La casa Brunet (coneguda encara per alguns com l'Acadèmia Cots) és un edifici de Tortosa (Baix Ebre) protegit com a bé cultural d'interès local. És una obra del mestre d'obres Josep Maria Vaquer Urquizú del 1913.

## Descripció

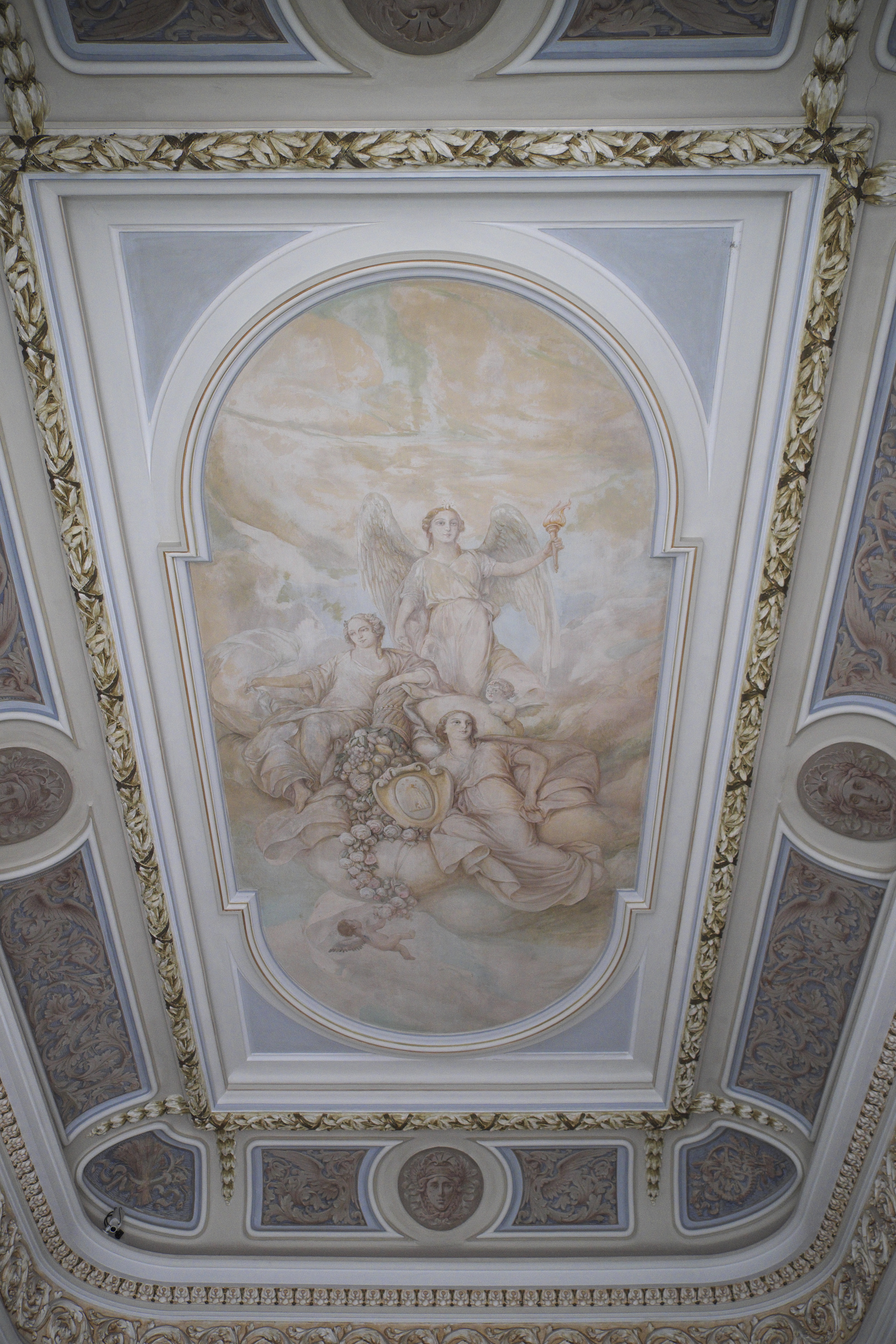
Decoració interior d'un dels sostres

És un edifici cantoner de planta baixa i un pis. Presenta dues façanes unides per un xamfrà, on hi ha la porta d'accés amb una voluminosa tribuna a sobre, rematada per una mena d'espadanya amb tres arcs que destaca per sobre del conjunt. La composició, segons eixos centrals de simetria, es desenvolupa en ambdues façanes centrades pel xamfrà. Els buits es col·loquen sobre cinc eixos verticals, amb arcs rebaixats a la planta baixa, mentre que al primer pis presenten frontons circulars i balconades amb baranes de ferro artístic. El terrat té barana i acabaments ornamentals, sobre fris i cornisa. Hi destaca la profusa decoració de caràcter rococó, ornamentació variada que cobreix tots els paraments. A l'interior cal ressaltar l'escala d'accés i el vestíbul il·luminat zenitalment.

## Història
Fou construït a iniciativa de Salvador Brunet i Sala.
L'edifici es troba íntegrament conservat i fou seu de l'Acadèmia Cots i, molt abans, la del Banc Comercial de Barcelona.
Actualment allotja la Cambra de Comerç, Indústria i Navegació de Tortosa.